# شیره
شیره به‌ عنوان شربت غلیظ شده یا عصارهٔ غلیظ شده از یک گیاه یا میوه‌هایی مانند انگور، خرما، توت، سیب و انجیر است که معمولاً از طریق جوشاندن با کمک آب به‌دست می‌آید.
شیره برخی گیاهان نیز با تیغ زدن یا خراش دادن پوست گیاه به‌دست می‌آید مانند شیره درخت افرا یا شیرهٔ درخت کائوچو که در صنعت لاستیک‌سازی کاربرد دارد. تریاک نیز در واقع شیرهٔ گرز خشخاش است که با خراش دادن از گیاه خارج شده و در مجاورت هوا سفت می‌شود.

## شیرهٔ انگور

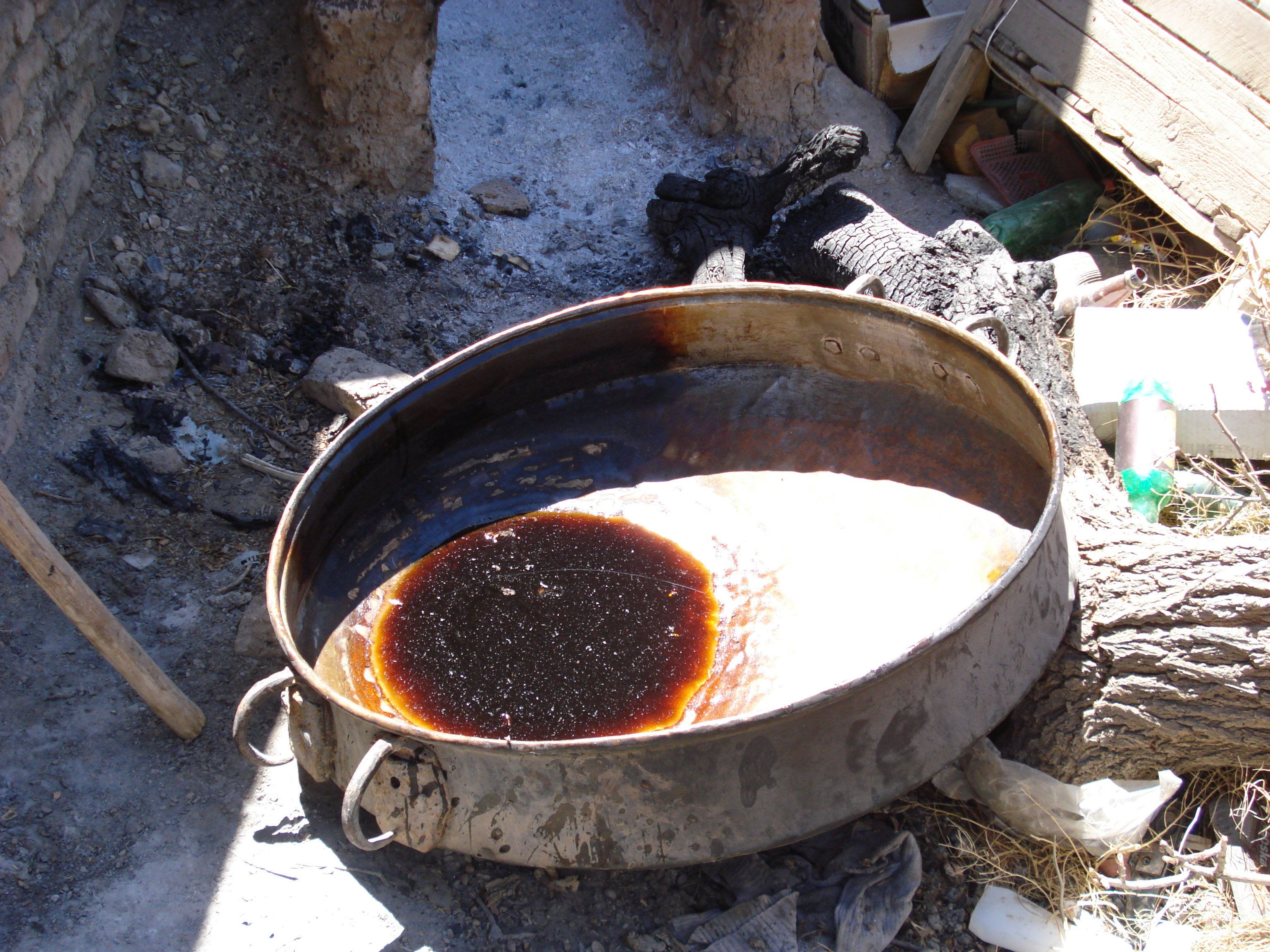
دیگ جوشاندن شیره

شیرهٔ انگور، ماده‌ای است بسیار شیرین که از آب انگور به‌دست می‌آید. برای تولید شیرهٔ انگور، ابتدا آب انگور را از انگور جدا می‌کنند؛ سپس نوعی خاک قلیایی به آن اضافه می‌کنند که باعث می‌شود تفالهٔ انگور به همراه خاک ته‌نشین شود بعد آب انگور را داخل دیگ‌هایی ریخته و می‌جوشانند تا به رنگ طلایی نزدیک به سرخ درآید.

### دوشاب
دوشاب را معمولاً از انگور کشمشی سفید که مزه‌ای شیرین دارد به‌دست می‌آورند. دوشاب از کشمش خشک تهیه می‌شود ولی شیره انگور از انگور خیس تهیه می‌شود.

## شیرهٔ خرما
برای تهیهٔ شیرهٔ خرما، مقدار فراوانی خرما را در محوطهٔ پاکیزه و سرپوشیده‌ای بر روی هم انبار می‌کنند، پس از مدتی بر اثر فشرده شدن، شیره خرما به شکل مایعی غلیظ از زیر تودهٔ خرما روان می‌شود.

## شیرهٔ پرورده
شیرهٔ پرورده phloem sap محلولی غلیظ حاوی قندها، پروتئین‌ها و مواد معدنی است که در آوند آبکش گیاهان جریان دارد. 

## شیرهٔ تریاک
شیرهٔ تریاک را هم از تریاک و هم از سوختهٔ تریاک می‌توان به‌دست‌آورد، اما نوع مرغوب آن از ترکیب سه نسبت سوختهٔ تریاک و یک نسبت تریاک خالص به‌دست می‌آید. مخلوط سوختهٔ تریاک و تریاک را ابتدا در آب داغ کاملاً حل می‌کنند و سپس حرارت می‌دهند. پس از گذراندن این ترکیب از صافی، و گرفتن «تفالهٔ» آن، آن را مجدداً تا نقطهٔ جوش حرارت می‌دهند تا قوام بیاید و سفت شود. در ایران، گاهی تفاله را مجدداً به تریاک می‌افزایند و این تریاک تقلبی را به فروش می‌رسانند. به این ترتیب، شیره فقط از ترکیبات محلول در آب تریاک تشکیل می‌شود.